# Franklin Kopitzsch

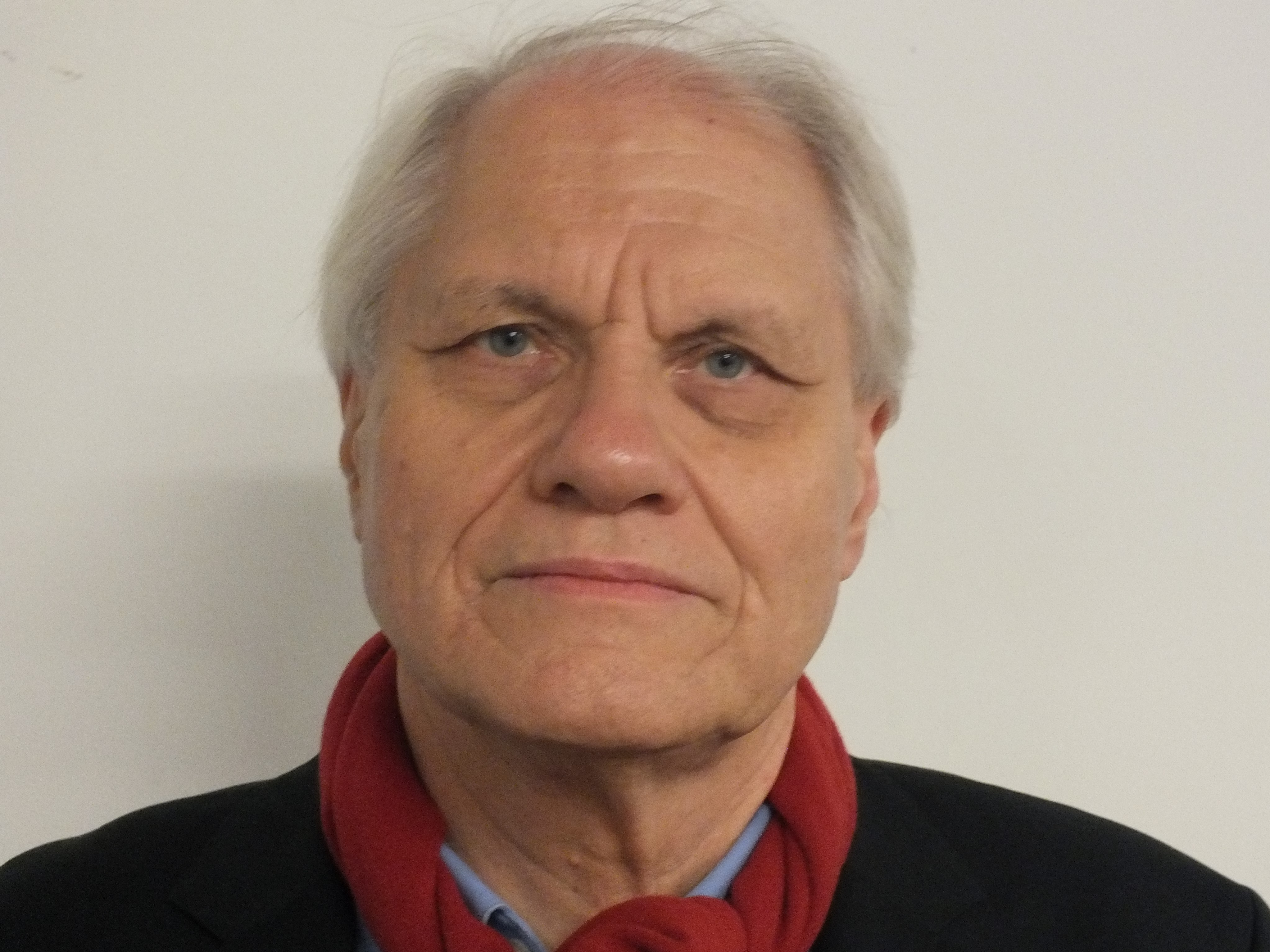
Franklin Kopitzsch im November 2018

Unterschrift von Franklin Kopitzsch

Franklin Kopitzsch (* 11. September 1947 in Neustadt an der Orla) ist ein deutscher Historiker, Politiker (SPD) und ehemaliger Abgeordneter der Hamburgischen Bürgerschaft. Seit 2023 ist er Vorsitzender des Vereins für Hamburgische Geschichte.

## Leben und Wirken
Der in Thüringen geborene Franklin Kopitzsch lebt seit 1956 in Hamburg. Im Jahr 1965 trat er in die SPD ein. Nach seinem Studium der Mittleren und Neueren Geschichte, der Politischen Wissenschaften und der Literaturwissenschaften in Hamburg war er von 1983 bis 1992 als Verlagsangestellter tätig, anschließend als Wissenschaftlicher Mitarbeiter an der Arbeitsstelle für Hamburgische Geschichte der Universität Hamburg. Für seine grundlegende Arbeit Grundzüge einer Sozialgeschichte der Aufklärung in Hamburg und Altona wurde Kopitzsch 1978 bei Rainer Wohlfeil zum Dr. phil. promoviert.
Seine Habilitation erfolgte 1993. Von 1998 bis 2003 war er Professor für Geschichte der Frühen Neuzeit an der Universität Bremen. Von 2003 bis zu seiner Emeritierung 2013 war er Professor für Sozial- und Wirtschaftsgeschichte am Historischen Seminar der Universität Hamburg mit dem Schwerpunkt Norddeutsche Regionalgeschichte. Zudem ist er der Leiter der Arbeitsstelle für Hamburgische Geschichte. Er ist seit 1967 Mitglied, seit 1997 im Vorstand und im Redaktionsausschuss sowie seit 2023 Vorsitzender des Vereins für Hamburgische Geschichte.
Von 1991 bis 2001 war er in der Hamburger Bürgerschaft vertreten. Er war Fachsprecher für Kultur seiner Fraktion. Kopitzsch war unter anderem im Kulturausschuss, im Ausschuss für Wissenschaft und Forschung sowie im Rechtsausschuss tätig. Sein zwei Jahre jüngerer Bruder Wolfgang Kopitzsch (SPD), ebenfalls Historiker, war ab 2009 Bezirksamtsleiter in Hamburg-Nord und im Anschluss bis 2014 Hamburger Polizeipräsident.
Kopitzsch arbeitet zur Geschichte der Frühen Neuzeit, zum 19. und 20. Jahrhundert, zur Stadt- und Regionalgeschichte und zur Literaturgeschichte des 18. Jahrhunderts. Kopitzsch legte einschlägige Beiträge zur hamburgischen Aufklärung, insbesondere auch zum Wirken Gotthold Ephraim Lessings, vor. Ferner publizierte er einen vielbeachteten Bericht über Stand und Aufgaben der Aufklärungsforschung. Überdies lieferte er Arbeiten zur vergleichenden Stadt- und Landesgeschichte Norddeutschlands.
Er ist gemeinsam mit Daniel Tilgner Herausgeber des Hamburg-Lexikons (1998) und gemeinsam mit Dirk Brietzke Herausgeber der mehrbändigen Hamburgischen Biografie. Der erste Band der Hamburgischen Biografie erschien 2001. Darin verfassten 77 wissenschaftlich ausgewiesene Autoren 325 Artikel zu Personen aus allen Bereichen des öffentlichen Lebens, die in Hamburg geboren oder gestorben sind bzw. dort gewirkt haben. Die ersten drei Bände der Hamburgischen Biografie, die zwischen 2001 und 2006 veröffentlicht wurden, beinhalten 1100 Porträts von Persönlichkeiten, die in Hamburg oder durch ihr Wirken für die Stadt Bedeutung erlangt hatten. Der vierte von Kopitzsch und Brietzke herausgegebene Band aus dem Jahr 2008 hat 276 Artikel, darunter solche über die Komponisten Felix Mendelssohn Bartholdy und Fanny Hensel, den Philosophen und Theologen Hermann Samuel Reimarus oder den Polarforscher Georg von Neumayer. Der sechste Band erschien 2012 mit 250 neuen biographischen Artikeln schwerpunktmäßig mit Persönlichkeiten aus dem späten 19. und 20. Jahrhundert. Nach siebenjähriger Vorlaufzeit erschien 2019 der siebente Band mit 242 weiteren Personen, die von 78 Autoren verfasst worden. Die Gesamtzahl der Beiträge in der Reihe erhöhte sich auf 2133. Im Jahr 2023 erschien der achte Band mit 242 Porträts, die von 81 Autoren verfasst worden sind. Insgesamt liegen damit 2375 Artikel vor.
Mit Gunnar B. Zimmermann legte er 2021 zum 100. Jahrestag die Verfassung der Freien und Hansestadt Hamburg von 1921 in seiner ursprünglichen Form noch einmal mit einer 14-seitigen Einleitung zum Entstehungsprozess vor.
Kopitzsch wurde vom Verein für Hamburgische Geschichte mit der renommierten Lappenberg-Medaille ausgezeichnet. Im Jahr 2018 wurde Kopitzsch mit der Salomon-Heine-Plakette ausgezeichnet.

## Schriften (Auswahl)
Monographie
- Grundzüge einer Sozialgeschichte der Aufklärung in Hamburg und Altona (= Beiträge zur Geschichte Hamburgs. Band 21). 2., ergänzte Auflage. Verlag Verein für Hamburger Geschichte, Hamburg 1990, ISBN 3-7672-0790-7; Erstveröffentlichung: Grundzüge einer Sozialgeschichte der Aufklärung in Hamburg und Altona. 2 Teile. Hamburg 1982 (Hamburg, Universität, Dissertation, 1982)

Herausgeberschaften
- mit Vanessa Hirsch, Hans-Jörg Czech: 350 Jahre Altona. Von der Verleihung der Stadtrechte bis zur Neuen Mitte (1664–2014). Sandstein, Dresden 2015, ISBN 978-3-95498-171-7.
- mit Dirk Brietzke, Rainer Nicolaysen:  Das Akademische Gymnasium. Bildung und Wissenschaft in Hamburg 1613 bis 1883 (= Hamburger Beiträge zur Wissenschaftsgeschichte. Band 23). Reimer, Berlin u. a. 2013, ISBN 978-3-496-02865-9.
- mit Daniel Tilgner: Hamburg-Lexikon. 3. Aufl. Ellert & Richter, Hamburg 2005, ISBN 3-8319-0179-1.
- mit Dirk Brietzke: Hamburgische Biografie. Personenlexikon. 7 Bände. Christians, Hamburg/Wallstein, Göttingen 2001–2019.
- Erziehungs- und Bildungsgeschichte Schleswig-Holsteins von der Aufklärung bis zum Kaiserreich. Theorie, Fallstudien, Quellenkunde, Bibliographie (= Studien zur Wirtschafts- und Sozialgeschichte Schleswig-Holsteins. Band 2). Wachholtz, Neumünster 1981, ISBN 3-529-02902-5.
- Aufklärung, Absolutismus und Bürgertum in Deutschland. 12 Aufsätze. Nymphenburger Verlagsanstalt, München 1976, ISBN 3-485-03224-7.